# Bernard Brochand
Pour les articles homonymes, voir Brochand.
Bernard Brochand, né le 5 juin 1938 à Nice (Alpes-Maritimes) et mort le 25 février 2025 à Cannes, est un homme d’affaires, dirigeant sportif et homme politique français. Il est notamment maire de Cannes de 2001 à 2014, et député de 2001 à 2022.
Il est condamné en avril 2022, par le tribunal correctionnel de Paris, à un an de prison avec sursis et 375 000 euros d’amende pour avoir omis de déclarer des comptes en Suisse.

## Biographie

### Jeunesse et études
Bernard Brochand nait le 5 juin 1938 à Nice et passe toute sa jeunesse à Cannes. Son père, Paul Brochand, était expert comptable. Son grand-père, Julien Messac, était directeur des Dames de France à Cannes, son frère Pierre Brochand est un haut fonctionnaire et directeur général de la Sécurité extérieure de 2002 à 2008. Après son baccalauréat, il intègre le lycée Louis-le-Grand en classes préparatoires économiques et commerciales.
Il est admis à HEC Paris (diplômé de la promotion 1962), et est également licencié en économie.

### Vie professionnelle
Durant sa carrière professionnelle, commencée chez Procter & Gamble au service marketing, à l'âge de 24 ans, il est successivement à la tête d'Eurocom (1975), directeur général puis président du directoire de DDB International (1989) après avoir été le fondateur de la filiale européenne, la première agence internationale de publicité.
Il crée d'ailleurs en 1986 avec Jacques Lendrevie Market Sup, connu maintenant sous le nom Sup de Pub,, une école de communication et de marketing. Elle fusionne par la suite avec Euro RSCG Campus, une école créée par Jacques Séguéla.
Cela ne l'empêche pas d'être toujours passionné par le sport et tout particulièrement par le football, qu'il pratique pendant sa jeunesse dans plusieurs clubs professionnels comme l'AS Cannes, le Stade Français et l'AS Brestoise mais aussi en étant sélectionné dans les équipes de France junior, militaire et amateur.
En 1971, il entre au conseil d'administration du Paris Saint-Germain avant de devenir président de l'association du club en 1991, et ce jusqu'en 2001. En 1998, il est responsable de la communication de la Coupe du monde de football en France.
Impliqué dans le monde de l'audiovisuel, en 1984, il participe à la création de Canal+. Il est d'ailleurs celui qui suggéra à la chaîne d'étendre son offre sportive. Il est à l'initiative de la réorientation de Canal+ vers le sport et notamment le football, la chaîne devenant « la chaîne du cinéma et du sport » en France. Puis, en 2002, il devient administrateur de Radio France, pour un mandat de cinq ans.

### Parcours politique
Ami de Jacques Chirac, il s’occupe à sa demande de sa campagne présidentielle de 1995. Il est notamment à l’origine du célèbre slogan "mangez des pommes".
Bernard Brochand est élu maire de Cannes en 2001. Il revendique vouloir mettre de l'ordre dans les comptes de la ville en mettant fin notamment aux années de gestion opaque de ses prédécesseurs. Son autre objectif était de faire du club de foot de Cannes un grand du foot national.
Député à partir de 2001, il est membre du groupe UMP de l'Assemblée nationale. Jean-Pierre Raffarin, Premier ministre, lui confie la mission de la création de la Chaîne française d'information internationale qui deviendra quelques mois plus tard France 24.
Il soutient la candidature de François Fillon pour la présidence de l'UMP lors du congrès d'automne 2012.
Il ne se représente pas à la mairie de Cannes lors des élections municipales de 2014.
Il soutient Nicolas Sarkozy pour la primaire présidentielle des Républicains de 2016.
Doyen de l'Assemblée nationale issue des élections législatives de 2017 qui voient sa réélection comme député de la 8e circonscription des Alpes-Maritimes avec 57,13 % des voix, il préside à ce titre la session inaugurale de la XVe législature, le 27 juin 2017.
Il parraine Laurent Wauquiez pour le congrès des Républicains de 2017, scrutin lors duquel il est élu président du parti.

## Affaires

### Corruption
En 2014, il est visé dans une affaire de corruption pour laquelle son immunité parlementaire n'a pas été levée, malgré les demandes de la justice : 

« Ce dossier concerne les conditions d'obtention en 2013 d'une convention de travaux par une boîte de nuit de Cannes, à une époque où il était maire de la ville. Les magistrats ont notamment mis la main, a rapporté le JDD, sur des emails datant de 2011 montrant que les tenanciers auraient eu accès aux conditions d'un appel d'offres municipal... dix-huit mois avant qu'il ne soit lancé. Mais le 16 avril 2014, le bureau de l'Assemblée refuse la levée d'immunité de l'élu. A ce jour, il n'a donc pas été mis en examen ni même entendu dans cette affaire. »

### Compte dissimulé en Suisse
Le 13 novembre 2014, la HATVP signale le député Brochand au parquet pour sa possession d'un compte en Suisse dissimulé, ouvert depuis 40 ans, avec un avoir de plus de 1,2 million d'euros. Le 15 septembre 2017, Europe 1 révèle que l'ancien maire de Cannes a comparu pour cette affaire dans une procédure de plaider-coupable : « Le parquet de Paris avait proposé, après enquête, une condamnation à huit mois de prison avec sursis et 200 000 euros d'amende », mais, « fait rare, un juge a refusé vendredi d'homologuer cette condamnation, estimant que « les peines sont inadaptées au regard des circonstances de l'infraction et de la personnalité de l'auteur », « représentant de la Nation » ».
Il est finalement jugé le 16 février 2022 par le tribunal correctionnel de Paris. Le procureur requiert une peine de trois ans d'emprisonnement dont un an ferme, demandant que cette partie soit aménagée sous la forme d'une détention à domicile sous surveillance électronique. Le procureur demande également trois ans d'inéligibilité assortie de l'exécution provisoire. La défense représentée par Me Antoine Vey plaide l'erreur, l'oubli d'un « compte dormant » ne représentant que 3 % du patrimoine de son client et demande la clémence du tribunal à son encontre. Le 5 avril, le tribunal correctionnel condamne Bernard Brochand à 1 an de prison avec sursis, 3 ans d'inéligibilité avec sursis et 375 000 euros d'amende.

## Controverses
En 2017, il est selon le magazine Capital et le collectif Regards citoyens le « bonnet d’âne » de l’Assemblée nationale pour son absence quasi-totale de travail parlementaire (aucune intervention dans l’Assemblée, aucun rapport, aucun amendement),.
Il est découvert en 2017 que Bernard Brochand n'a pas mentionné dans sa déclaration d’intérêts à la HATVP avoir été administrateur en 2015 de la holding HC International S, basée au Luxembourg, qui gère les actifs du groupe Chenot.

## Mandats

### Député
- 2 avril 2001 - 21 juin 2022 : Député de la 8e circonscription des Alpes-Maritimes

### Maire
- 18 mars 2001 - 4 avril 2014 : Maire de Cannes

## Ouvrages
- 1985 : Le Publicitor
- 2006 : Vous pouvez réussir l'impossible

## Distinctions
- Chevalier de la Légion d'honneur en 1993
- Chevalier de l'ordre national du Mérite en 1977
- Chevalier de l'ordre des Arts et des Lettres en 1984
- Médaille de la jeunesse, des sports et de l'engagement associatif, bronze
- Membre du Conseil supérieur de la langue française
- Récipiendaire de la médaille Pouchkine 2007[24].